# Lucian Mureșan
Lucian Mureșan (ur. 23 maja 1931 w Ferneziu, obecnie część miasta Baia Mare) – rumuński duchowny katolicki obrządku bizantyjskiego. Arcybiskup większy Fogaraszu i Alba Iulia, głowa Rumuńskiego Kościoła Greckokatolickiego, kardynał.

## Życiorys
Syn Petru i Marii (z d. Breban). 19 grudnia 1964 otrzymał święcenia kapłańskie.

## Episkopat
14 marca 1990 został mianowany biskupem Marmaroszu z siedzibą w Baia Mare. Sakry biskupiej udzielił mu kardynał Alexandru Todea.
4 lipca 1994 Jan Paweł II mianował go arcybiskupem Fogaraszu i Alba Iulia z siedzibą w Blaju.
W latach 1998–2001, 2004–2007, 2010–2012 i 2016–2019 pełnił funkcję przewodniczącego Konferencji Biskupów Rumunii.
16 grudnia 2005 Benedykt XVI podniósł archidiecezję do rangi arcybiskupstwa większego, a jego samego do godności arcybiskupa większego. 6 stycznia 2012 ogłoszona została jego kreacja kardynalska, której papież Benedykt XVI dokonał oficjalnie na konsystorzu w dniu 18 lutego 2012. Ze względu na ukończenie wieku 80 lat nie będzie mógł brać udziału w konklawe, a zatem jego kreacja ma wymiar przede wszystkim honorowy.